# Dam tot Damloop 2006
De Dam tot Damloop 2006 werd gehouden op zondag 17 september 2006. Het was de 22e editie van deze loop. De hoofdafstand was 10 Engelse mijl (16,1 km). Er werd gestart vanaf de Prins Hendrikkade in het centrum van Amsterdam en via de IJ-tunnel gelopen naar centrum van Zaandam. 
Deze wedstrijd werd bij de mannen gewonnen door de Keniaan Francis Kibiwott Larabal in 45.27. Kibiwott Larabal won de Dam tot Damloop eerder in 2003 en was in het voorbije jaar nipt verslagen door zijn landgenoot William Kipsang. Ditmaal had hij zelf slechts twee seconden voorsprong op de Tanzaniaan Fabiano Joseph. Bij de vrouwen won de tot Nederlandse genaturaliseerde Lornah Kiplagat de wedstrijd in 50.50. Ook zij finishte hier al eerder als eerste, twee keer zelfs: in 2000 en 2002, maar toen kwam zij nog uit voor Kenia. De man-vrouw wedstrijd werd dit jaar gewonnen door de vrouwen.
Naast de hoofdafstand stonden er een 4 Engelse mijl en Mini Dam tot Damlopen op het programma. Alle onderdelen van het evenement bij elkaar trokken 39283 deelnemers (10 Engelse mijl:32241, minilopen:3397 en 4 Engelse mijl:3645).

## Wedstrijd
Mannen
| rang   | naam                     | land | tijd  |
| ------ | ------------------------ | ---- | ----- |
| Goud   | Francis Kibiwott Larabal | KEN  | 45.27 |
| Zilver | Fabiano Joseph           | TAN  | 45.29 |
| Brons  | Francis Kiprop           | KEN  | 45.55 |
| 4      | Brahim Lahlafi           | MAR  | 47.00 |
| 5      | Wilson Kigen             | KEN  | 47.11 |
| 6      | Cosmas Koech             | KEN  | 47.23 |
| 7      | Jamal Baligha            | MAR  | 47.39 |
| 8      | Robert Cheboror          | KEN  | 47.46 |
| 9      | Benjamin Kipkosgei       | KEN  | 47.47 |
| 10     | Juwawo Wirimai           | ZIM  | 48.10 |
| 11     | Andrew Letherby          | AUS  | 48.25 |
| 12     | Richard Limo             | KEN  | 48.28 |
| 13     | Abebe Dinkesa            | ETH  | 49.05 |
| 14     | Jussi Utriainen          | FIN  | 49.09 |
| 15     | Michel Butter            | NED  | 49.10 |
| 16     | Sander Schutgens         | NED  | 49.22 |
| 17     | Marco Gielen             | NED  | 49.32 |
| 18     | Greg van Hest            | NED  | 49.59 |
| 19     | Wim Borms                | BEL  | 50.58 |
| 20     | Martin Lauret            | NED  | 51.00 |

Vrouwen
| rang   | naam                  | land | tijd    |
| ------ | --------------------- | ---- | ------- |
| Goud   | Lornah Kiplagat       | NED  | 50.50   |
| Zilver | Jeļena Prokopčuka     | LTU  | 51.57   |
| Brons  | Bezunesh Bekele       | ETH  | 52.00   |
| 4      | Rose Cheruiyot        | KEN  | 53.26   |
| 5      | Hilda Kibet           | KEN  | 54.21   |
| 6      | Eunice Jepkorir       | KEN  | 55.02   |
| 7      | Peninah Arusei        | KEN  | 55.11   |
| 8      | Petra Kamínková       | CZE  | 57.08   |
| 9      | Merel de Knegt        | NED  | 57.22   |
| 10     | Selma Borst           | NED  | 57.33   |
| 11     | Kristijna Loonen      | NED  | 57.40   |
| 12     | Ingrid Prigge         | NED  | 57.42   |
| 13     | Daphne Panhuijsen     | NED  | 58.49   |
| 14     | Robe Guta             | ETH  | 1:00.21 |
| 15     | Ludmilla Afunjoeskina | RUS  | 1:00.39 |
| 16     | Barbara Zutt          | NED  | 1:00.50 |

1985 ·
1986 ·
1987 ·
1988 ·
1989 ·
1990 ·
1991 ·
1992 ·
1993 ·
1994 ·
1995 ·
1996 ·
1997 ·
1998 ·
1999 ·
2000 ·
2001 ·
2002 ·
2003 ·
2004 ·
2005 ·
2006 ·
2007 ·
2008 ·
2009 ·
2010 ·
2011 ·
2012 ·
2013 ·
2014 ·
2015 ·
2016 ·
2017 ·
2018 ·
2019